# Brunary
Brunary (łemkow. Брунары) – wieś w Polsce położona w województwie małopolskim, w powiecie gorlickim, w gminie Uście Gorlickie nad Białą dopływem Dunajca.
Integralne części miejscowości: Brunary Niżne, Brunary Wyżne, Jaszkowa, Wierszki.

## Historia
Brunary zostały założone w XIV wieku przez króla Kazimierza III Wielkiego. Brunary Wyżne i Brunary Niżne były wsiami biskupstwa krakowskiego w powiecie sądeckim w województwie krakowskim w końcu XVI wieku. W latach 1975–1998 miejscowość administracyjnie należała do województwa nowosądeckiego.
16 września 1934 Brunary Niżne, Brunary Wyżne i Jaszkową połączono w jedną wieś.
W miejscowości znajduje się szkoła podstawowa imienia założyciela osady. Na terenie wsi działa m.in. OSP Brunary, LKS „Biała” Brunary oraz koło gospodyń wiejskich.

## Zabytki
Obiekt wpisany do rejestru zabytków nieruchomych województwa małopolskiego.
- Cerkiew św. Michała Archanioła;
  - cmentarz kościelny;
  - ogrodzenie z bramkami.

Cerkiew z XVIII wieku w 2013 roku została wpisana na Listę Światowego Dziedzictwa UNESCO wraz z innymi drewnianymi cerkwiami w polskim i ukraińskim regionie Karpat. Świątynia pełni rolę kościoła parafialnego parafii Najświętszej Maryi Panny Wniebowziętej należącej do dekanatu Ropa diecezji tarnowskiej.